# Naissance en 1963
Naissance
- 1959
- 1960
- 1961
- 1962
- 1963
- 1964
- 1965
- 1966
- 1967

Les naissances en 1963 concernent les personnalités nées entre le 1er janvier et le 31 décembre 1963.

## Janvier
- 1er janvier : 
  - Françoise Michaud, actrice française.
  - Kamel Eddine Fekhar, médecin et militant politique algérien († 28 mai 2019).
- 3 janvier : 
  - New Jack, catcheur américain († 14 mai 2021).
  - Chantal Lamarre, actrice et animatrice canadienne.
- 4 janvier : Till Lindemann, chanteur du groupe Rammstein.
- 6 janvier : Philippe Perrin, spationaute français.
- 7 janvier : Rand Paul, sénateur des États-Unis pour le Kentucky depuis 2011.
- 10 janvier : Marc du Pontavice, producteur et fondateur du studio Xilam.
- 12 janvier : 
  - Corinne Dacla, actrice française.
  - Franck Ferrari, baryton français († 18 juin 2015).
- 13 janvier : Fülöp Kocsis, prélat catholique hongrois, chef de l'Église grecque-catholique hongroise.
- 17 janvier : Kai Hansen, guitariste allemand de Heavy Speed Metal, notamment dans Helloween et Gamma Ray.
- 20 janvier : James Denton, acteur américain notamment dans Desperate Housewives
- 22 janvier : 
  - Jerry Craft auteur de bande dessinée US.
  - Éric Mura, footballeur français défenseur 1983-2001.
  - Jean-Frédéric Poisson maire de Rambouillet.
- 23 janvier : 
  - Frédéric Sawicki politologue CNRS-Sorbonne.
  - Gail O'Grady, actrice et productrice américaine.
  - Marcel Sollberger artiste.
- 24 janvier :
  - Isabelle Dourthe lutteuse française.
  - Alexander Markov violoniste russe.
  - Valentine Demy actrice porno italienne.
- 25 janvier : Paul Dewar, enseignant et homme politique canadien († 6 février 2019).
- 26 janvier : 
  - Marie-Castille Mention-Schaar journaliste, réalisatrice française.
  - Kevin McCarthy, homme politique américain, représentant des États-Unis pour la Californie depuis 2007.
  - Andrew Ridgeley, chanteur et guitariste britannique.
- 31 janvier : John Dye, acteur et producteur américain († 10 janvier 2011).

## Février
- 2 février :  
  - Eva Cassidy, chanteuse américaine († 2 novembre 1996).
  - Marie-Claude Pietragalla, danseuse étoile française.
- 4 février : Béatrice Hammer, écrivain français.
- 5 février : 
  - Catherine Arnaud, judokate française.
  - Hervé Ghesquière, journaliste français († 14 juin 2017).
  - Steven Shainberg, réalisateur et producteur de film américain.
- 6 février : Cláudia Ohana, actrice et chanteuse brésilienne.
- 7 février : Heidemarie Stefanyshyn-Piper, astronaute américaine.
- 9 février : Lolo Ferrari, actrice pornographique française († 20 mars 2000).
- 10 février : Larisa Sinelshchikova, directrice et productrice des médias russes.
- 12 février : Dacia Valent, femme politique italienne († 22 janvier 2015).
- 15 février : 
  - Serge Lamothe, écrivain québécois.
  - Srettha Thavisin, homme d'affaires et homme politique thaïlandais.
- 16 février : 
  - Claudio Amendola, acteur italien.
  - Faran Tahir, acteur américain.
- 17 février : Michael Jordan, joueur de basket-ball américain.
- 19 février :
  - Seal, auteur-compositeur-interprète anglais.
  - Jack Kachkar, homme d'affaires libano-canadien.
  - Tomaž Pandur, metteur en scène slovène († 12 avril 2016).
- 20 février : 
  - Charles Barkley, basketteur américain.
  - Oliver Mark, photographe allemand.
- 21 février : 
  - William Baldwin, acteur américain.
  - Dave Rodgers, musicien, chanteur, auteur-compositeur-interprète et producteur italien.
- 22 février : Xóchitl Gálvez, femme politique mexicaine.
- 23 février :
  - Christine van Stralen, actrice néerlandaise.
  - Olga Ulianova, historienne chilienne († 29 décembre 2016).
- 24 février : Laurent Ruquier, animateur radio et télé français.
- 25 février : Joseph Edward Duncan III, tueur en série et pédophile américain († 28 mars 2021).
- 26 février : Fernando de Araújo, homme politique est-timorais († 2 juin 2015).

## Mars
- 1er mars : Peter Ebere Okpaleke, cardinal nigérian.
- 2 mars : 
  - Anthony Albanese, homme d'État australien.
  - Karim Tizouiar, auteur-compositeur-interprète et joueur de mandole algérien († 28 mai 2023).
- 3 mars : Khaltmaagiyn Battulga, président de la Mongolie depuis 2017.
- 6 mars : 
  - Suzanne Crough, actrice américaine († 27 avril 2015).
  - Éric Denécé, auteur et consultant en renseignement français († 12 juin 2025).
- 8 mars : Johannes Draaijer, coureur cycliste néerlandais († 27 février 1990).
- 9 mars : Jean-Marc Vallée, réalisateur et scénariste canadien († 25 décembre 2021).
- 10 mars : Jiří Matoušek, mathématicien et informaticien théoricien tchèque († 9 mars 2015).
- 11 mars :
  - Marcos César Pontes, spationaute brésilien.
  - Marc Tarabella, homme politique belge de langue française.
  - Sylvia Bongo Ondimba, première femme du Gabon.
- 12 mars :
  - John Andretti, pilote automobile américain († 30 janvier 2020).
  - Patricia Robertson, aspirante astronaute américaine († 24 mai 2001).
- 13 mars : 
  - Rick Carey, nageur américain, spécialiste du dos crawlé.
  - Emmanuel Djob, de son nom de scène Emmanuel Pi Djob ou Pi Djob, musicien et auteur-compositeur-interprète camerounais.
- 14 mars : Pedro Duque, spationaute espagnol.
- 16 mars : 
  - Jean-Baptiste Mendy, boxeur français († 31 août 2020).
  - Jerome Flynn, acteur et chanteur britannique.
  - Eiji Aonuma, concepteur de jeu vidéo japonais
- 22 mars : 
  - Deborah Bull, danseuse, écrivaine et animatrice britannique.
  - Martín Vizcarra, président de la république du Pérou de 2018 à 2020.
- 24 mars : Vadim Tichtchenko, footballeur soviétique puis ukrainien († 14 décembre 2015).
- 26 mars :
  - Roch Voisine, chanteur canadien.
  - Mwele Ntuli Malecela, médecin tanzanienne († 10 février 2022).
- 27 mars :
  - Quentin Tarantino, acteur et réalisateur américain.
  - Cathy Guetta, femme d'affaires française.
  - Xuxa, actrice et chanteuse brésilienne.
- 29 mars :
  - Joan Garriga, pilote de vitesse moto espagnol († 27 août 2015).
  - Stephen Tindale, directeur exécutif britannique de Greenpeace en Grande-Bretagne († 1er juillet 2017).
- 30 mars : Tsakhiagiyn Elbegdorj, président de Mongolie.
- 31 mars : Stephen Tataw, footballeur camerounais († 31 juillet 2020).

## Avril
- 1er avril, Patrick Keil, magistrat français († 23 mars 2019).
- 2 avril : Phan Thị Kim Phúc, principalement connue comme étant La petite fille au napalm.
- 3 avril : 
  - Nasrin Sotoudeh, avocate iranienne.
  - Stevo Pendarovski, homme d'État macédonien.
- 4 avril : Dale Hawerchuk, joueur et entraîneur de hockey sur glace canadien († 18 août 2020).
- 6 avril :
  - Rafael Correa, économiste et homme politique, président de l'Équateur de 2007 à 2017.
  - Pauline Lafont, actrice française († 11 août 1988).
  - Andrew Weatherall, DJ, compositeur et producteur de musique électronique britannique († 17 février 2020).
- 9 avril :  Timothy Kopra, astronaute américain.
- 10 avril :
  - Doris Leuthard, femme politique suisse, conseillère fédérale.
  - Juan Mora, matador espagnol.
- 11 avril : Elizabeth Smylie, joueuse de tennis australienne.
- 12 avril : Yukari Morikawa, actrice japonaise.
- 13 avril :
  - Garry Kasparov, joueur et champion d'échecs russe.
  - Nick Gomez, réalisateur américain de films et de séries télévisées.
- 15 avril : Philippe Lucas, entraîneur de natation français.
- 17 avril : Meherzia Labidi Maïza, femme politique franco-tunisienne († 22 janvier 2021).
- 18 avril : Universo 2000 (Andres Reyes Gonzalez), lutteur professionnel mexicain († 1er mai 2018).
- 22 avril : Sean Lock, humoriste et acteur britannique († 16 août 2021).
- 25 avril : Pascal of Bollywood, chanteur et compositeur français.
- 26 avril : Jet Li, champion des arts martiaux et acteur chinois.
- 27 avril : Graça Raposo, biologiste cellulaire portugaise.
- 28 avril : Stéphane Zagdanski, écrivain français.
- ? avril : Tessy Thomas, scientifique indienne.

## Mai
- 1er mai : Stefan Schwartz, acteur, réalisateur et scénariste américain.
- 3 mai : Jean-François Wolff, acteur et musicien luxembourgeois († 21 août 2022).
- 6 mai : 
  - Alessandra Ferri, danseuse étoile italienne.
  - Florence Parly, dirigeante d'entreprise et femme politique française.
- 8 mai : 
  - Michel Gondry, réalisateur français.
  - Laurence Boccolini, animatrice de radio et télévision française.
- 10 mai : Lisa Nowak, spationaute américaine.
- 12 mai : Gavin Hood, acteur, réalisateur, scénariste sud-africain.
- 14 mai : Beáta Dubasová, chanteuse slovaque.
- 15 mai :
  - Marianne Mako, journaliste française († 30 septembre 2018).
  - Mika Vainio, musicien et producteur de musique électronique finlandais († 12 avril 2017).
- 16 mai : Midam, auteur de bande dessinée belge.
- 19 mai : Sophie Davant, journaliste française.
- 20 mai : Paul Haddad, acteur britannique († 15 avril 2020).
- 21 mai : Kevin Shields, musicien américain.
- 22 mai : Marie-Christine Marghem, femme politique belge.
- 23 mai : Krishna Mathoera, femme politique surinamaise.
- 24 mai : Ken Flach, joueur de tennis américain († 12 mars 2018).
- 25 mai : Mike Myers, acteur et humoriste canado-britannico-américain.
- 27 mai : Gonzalo Rubalcaba, pianiste de jazz cubain.
- 30 mai : 
  - Helen Sharman, spationaute britannique.
  - Élise Lucet, journaliste et présentatrice de télévision française.

## Juin
- 1er juin : 
  - Luis Almagro, politicien uruguayen.
  - Christophe Tiozzo, boxeur français.
- 3 juin : 
  - Rudy Demotte, homme politique belge de langue française.
  - Seyni Kouyaté, musicien, chanteur et auteur compositeur guinéen.
- 5 juin : Marcellin Yacé, producteur, musicien et arrangeur ivoirien († 19 septembre 2002).
- 6 juin : Vincent Collet, entraîneur de basket-ball français.
- 7 juin : 
  - Roberto Alagna, ténor franco-italien.
  - Zirka Frometa, joueuse d'échecs cubaine.
- 9 juin : Johnny Depp, acteur et réalisateur américain.
- 12 juin : Philippe Bugalski, pilote de rallye français († 10 août 2012).
- 13 juin : 
  - Bettina Bunge, joueuse de tennis allemande.
  - Mo Asumang, documentariste allemande.
  - Félix Tshisekedi, président de la République Démocratique du Congo depuis 2019 et Président de l'Union africaine depuis 2021.
- 14 juin : Tamerlan Agouzarov, homme politique russe († 19 février 2016).
- 16 juin : 
  - Nina Petri, actrice allemande.
  - « El Texano » (David Renk), matador américain († 21 septembre 2018).
  - Jacob Muricken, prélat catholique indien.
- 22 juin : 
  - Ludo Philippaerts, cavalier belge.
  - Randy Couture, Pratiquant d'arts martiaux américain.
- 23 juin: 
  - Colin Montgomerie, golfeur écossais.
  - Alexeï Varlamov (Алексе́й Варла́мов), écrivain, philologue, historien et universitaire russe
- 24 juin : Anand Tucker, réalisateur et un producteur de cinéma britannique.
- 25 juin :
  - Yann Martel, écrivain canadien québécois.
  - George Michael, chanteur britannique († 25 décembre 2016).
- 26 juin : 
  - Doushka Esposito, chanteuse et animatrice française.
  - Jean-François Malet, acteur français.
  - Mikhaïl Khodorkovski, oligarque russe.
- 27 juin : Fernando Lozano, matador espagnol et mexicain.
- 28 juin : Mike Fitzpatrick, homme politique américain († 6 janvier 2020).
- 29 juin :
  - Pierre Ménès, journaliste sportif français.
  - Anne-Sophie Mutter, violoniste allemande.
- 30 juin :
  - Joan Carling, défenseure philippine des droits humains, des peuples autochtones et de l'environnement.
  - Rupert Graves, acteur britannique.

## Juillet
- 1er juillet :
  - Edward Tsang Lu, physicien et astronaute américain.
  - Olivier Doran, acteur, scénariste, réalisateur et animateur français.
- 2 juillet : Hagai Levi, réalisateur et scénariste israélien.
- 3 juillet : Linda Lê, écrivaine française d'origine vietnamienne († 9 mai 2022).
- 4 juillet :
  - Cle Kooiman, footballeur américain.
  - Henri Leconte, joueur de tennis français.
- 7 juillet : 
  - Vonda Shepard, chanteuse américaine.
  - Mariam Chabi Talata, femme politique béninoise.
- 8 juillet :
  - Jacques Martineau, réalisateur et scénariste français.
  - Rocky Carroll, acteur américain.
  - Michael Cuesta, réalisateur, scénariste et producteur américain.
- 10 juillet : Ronan Pensec, coureur cycliste français.
- 11 juillet : 
  - Michelle Fairley, actrice britannique.
  - Manuel Marrero Cruz, personnalité politique cubain.
- 12 juillet :
  - Juan Carlos Aranda, chanteur bolivien de cumbia († 2 août 2015).
  - Jeanne Gapiya-Niyonzima, militante burundaise de la lutte contre le SIDA.
- 13 juillet : Kenneth Allen Johnson, acteur américain.
- 16 juillet : 
  - Phoebe Cates, actrice américaine.
  - Toshiya Miura, footballeur japonais.
- 17 juillet : 
  - Éric Collado, comédien et humoriste français.
  - Letsie III, roi du Lesotho depuis 1996.
- 18 juillet :
  - Jeff Burr, acteur, scénariste, réalisateur et producteur américain († 10 octobre 2023).
  - Nicolas Dufourcq, homme d'affaires français.
  - Denis Trudel, acteur québécois.
- 19 juillet : Emmanuelle Mottaz, chanteuse et scénariste française († 16 mars 2023).
- 22 juillet : Rob Estes, acteur américain.
- 23 juillet : 
  - Amir Gutfreund, écrivain israélien, colonel de l'armée de l'air israélienne et chercheur en mathématiques-physique († 27 novembre 2015).
  - Iounous-bek Evkourov, homme politique et militaire russe.
- 24 juillet :
  - Louis Armary, joueur de rugby français.
  - Karl Malone, basketteur américain.
- 27 juillet : Donnie Yen, acteur et chorégraphe d'action chinois.
- 28 juillet : Gag (André Gagnon), scénariste et dessinateur québécois de bande dessinée.
- 29 juillet : Thibault Martin, sociologue canadien d'origine française († 9 septembre 2017).
- 30 juillet : 
  - Benjamin de Rothschild, banquier français († 15 janvier 2021).
  - Antoni Martí, homme politique andorran († 6 novembre 2023).
  - Lisa Kudrow, actrice, productrice et scénariste américaine
- 31 juillet : Fatboy Slim, DJ britannique.

## Août
- 1er août : 
  - Coolio, rappeur, producteur et acteur américain († 28 septembre 2022).
  - Koichi Wakata, spationaute japonais.
  - Demián Bichir, acteur mexicain pour le cinéma et la télévision.
  - Nabil Karoui, homme d'affaires tunisien.
- 2 août : Philippe Diallo, dirigeant d'organisation professionnelle français.
- 3 août : James Hetfield, parolier, chanteur et guitariste rythmique américain, du groupe de thrash/heavy metal Metallica.
- 5 août : Mark Strong, acteur britannique
- 6 août : Kevin Mitnick, cracker américain.
- 9 août : Whitney Houston, chanteuse américaine († 11 février 2012).
- 12 août :
  - Koji Kitao, sumo, catcheur et pratiquant d'arts martiaux mixtes japonais († 10 février 2019).
  - Sir Mix-a-Lot, rappeur américain.
- 13 août : Sridevi, actrice et productrice indienne († 24 février 2018).

- 14 août :

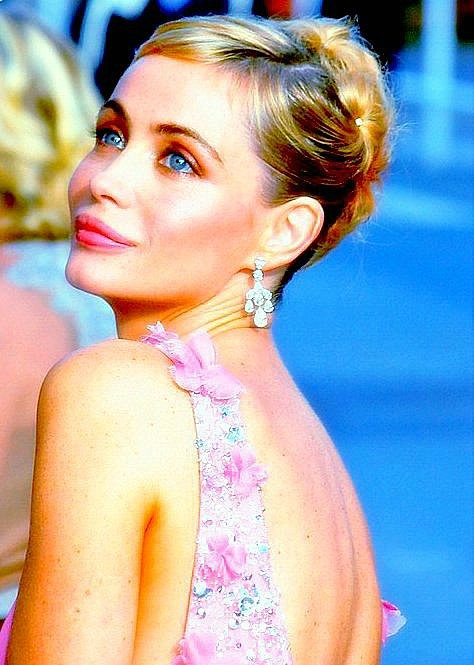
Emmanuelle Béart.

  - Emmanuelle Béart, actrice française.
  - Christophe Arleston, scénariste français.
- 15 août : Vladimir Petković, footballeur et entraîneur suisse.
- 16 août : Carmelo Micciche, joueur et entraîneur de football français.
- 17 août : Jackie Walorski, personnalité politique américaine († 3 août 2022).
- 18 août : Heino Ferch, acteur allemand.
- 19 août : 
  - Patrick Pelloux, médecin et militant syndicaliste français.
  - John Stamos, acteur américain.
- 20 août : Fabio Gallia, banquier italien († 7 mai 2024).
- 21 août : Mohammed VI, roi du Maroc.
- 22 août : Tori Amos, chanteuse américaine.
- 23 août: Park Chan-wook, réalisateur et scénariste sud-coréen.
- 24 août : Hideo Kojima, créateur et producteur de jeux vidéo japonais.
- 25 août : Aaron Zigman, compositeur et acteur américain.
- 28 août :
  - Lucjan Avgustini, prélat et évêque catholique albanais († 22 mai 2016).
  - Nicolas Dieterlé, poète, peintre et dessinateur français († 25 septembre 2000).
- 30 août :
  - Michael Chiklis, acteur américain.
  - Sabine Oberhauser, femme politique autrichienne († 23 février 2017).

## Septembre
- 3 septembre :
  - Mihaela Armășescu, rameuse roumaine.
  - Amber Lynn, actrice pornographique américaine.
- 4 septembre : Tim Aymar, musicien américain († 14 février 2023).
- 6 septembre : Hervé Mestron, écrivain français.
- 9 septembre : Christopher Coons, sénateur des États-Unis pour le Delaware depuis 2010.
- 10 septembre : Robert Kotick dit Bobby Kotick, homme d'affaires américain et PDG d'Activision Blizzard.
- 11 septembre :
  - Paul Eckstein, acteur, scénariste et producteur américain († 6 juin 2023).
  - Donato Sabia, coureur de demi-fond italien et spécialiste du 800 mètres († 7 avril 2020).
- 12 septembre : Michael McElhatton, acteur et scénariste irlandais.
- 13 septembre : Floribert Chebeya, militant congolais des droits de l'homme († 2 juin 2010).
- 16 septembre : Luc Frieden, homme d'État luxembourgeois.
- 17 septembre : Gian-Carlo Coppola, acteur américain († 26 mai 1986).
- 19 septembre : Alessandra Martines, animatrice de télévision, danseuse et actrice franco-italienne.
- 24 septembre : Yvetta Blanarovičová, chanteuse et actrice tchèque d'origine slovaque.
- 27 septembre : Haïm Korsia, Rabin français et grand rabbin de France depuis 2014.
- 28 septembre : Luis Arce, économiste et homme d'État bolivien.
- 29 septembre : Dave Andreychuk, joueur professionnel de hockey.

## Octobre
- 1er octobre : Iveta Šranková, joueuse tchécoslovaque de hockey sur gazon.
- 2 octobre : 
  - Thierry Bacconnier, footballeur français († 1er janvier 2007).
  - Maria Ressa, journaliste et essayiste philippino-américaine, prix Nobel de la paix en 2021.
- 3 octobre :
  - André Robitaille, acteur québécois.
  - Lucio Sandín, matador espagnol.
- 5 octobre : Sophie Favier, animatrice de télévision française.
- 7 octobre : Mahamudu Bawumia, homme politique ghanéen.
- 8 octobre : Granville Adams, acteur américain († 10 octobre 2021).
- 10 octobre : Hülya Avşar, chanteuse et actrice turque.
- 11 octobre : Fernando Villavicencio, journaliste et homme politique équatorien († 9 août 2023).
- 12 octobre : 
  - Donna Williams, écrivaine australienne († 22 avril 2017).
  - Dave Legeno, acteur britannico-américain († 6 juillet 2014).
- 14 octobre : 
  - Frédéric Lefebvre, homme politique et chef d'entreprise français.
  - Valentin Yudashkin, styliste russe († 2 mai 2013).
- 15 octobre : Francisco Casavella (pseudonyme de Francisco García Hortelano), écrivain espagnol, lauréat du prix Nadal 2008 († 17 décembre 2008).
- 16 octobre : 
  - Élie Semoun, humoriste et acteur français.
  - Pamela Bach, actrice américaine.
- 18 octobre : 
  - Pascal Brunner, imitateur, acteur, animateur de télévision et de radio français († 26 février 2015).
  - Steve Epting, dessinateur américain de comics.
- 22 octobre : 
  - Eulàlia Valldosera, artiste espagnole.
- 23 octobre : Okwui Enwezor, poète, critique d'art, commissaire d'exposition et enseignant américano-nigérian († 15 mars 2019).
- 28 octobre : 
  - Isabelle Giordano, journaliste, animatrice de télévision et de radio française.
  - Eros Ramazzotti, chanteur italien.
  - Lauren Holly, actrice américaine.
  - Patricia Barzyk, reine de beauté et comédienne française.
- 29 octobre : Christophe Alévêque, humoriste et chroniqueur français.
- 31 octobre :
  - Johnny Marr, guitariste britannique, ancien membre des Smiths.
  - Ramiro Musotto, percussionniste argentin († 11 septembre 2009).
  - Rob Schneider, acteur et réalisateur américain.

## Novembre
- 1er novembre: Nita Ambani, philanthrope indienne.
- 2 novembre : 
  - Borut Pahor, homme d'État slovène.
  - Danielle Moreau, journaliste, chroniqueuse et réalisatrice française de radio et de télévision.
- 4 novembre : Nicolas Canteloup, humoriste, imitateur français.
- 5 novembre :
  - Jean-Pierre Papin, footballeur français.
  - Tatum O'Neal, actrice américaine.
  - Yaïr Lapid, homme politique, journaliste, acteur, et romancier israélien et premier ministre d'Israël depuis 1er juillet 2022.
- 7 novembre : 
  - Franck Dubosc, humoriste français.
  - Sergueï Kozlov, homme politique soviétique puis ukrainien.
- 8 novembre : Louise Merzeau, médiologue et photographe française († 15 juillet 2017).
- 14 novembre : Stéphane Bern, journaliste français.
- 16 novembre : 
  - Éric Frechon, grand chef cuisinier français.
  - Antoine Kombouaré, joueur et entraîneur de football français.
  - René Steinke, acteur allemand.
  - Bernard Wright, claviériste et compositeur de jazz-funk américain († 19 mai 2022).
- 18 novembre : Peter Schmeichel, footballeur danois.
- 19 novembre : Marilyne Canto, comédienne et réalisatrice française.
- 19 novembre : Anna Hallberg, femme politique suédoise.
- 21 novembre : 
  - René Bosise, homme politique de la République démocratique du Congo.
  - Nicollette Sheridan, actrice britannico-américaine (série : Desperate Housewives).
- 22 novembre : Winsor Harmon, acteur de télévision et chanteur américain.
- 23 novembre : Andreas Schmidt, acteur et metteur en scène allemand († 28 septembre 2017).
- 24 novembre : Thierry Samitier, acteur et humoriste français.
- 25 novembre : Holly Cole, chanteuse de jazz canadienne.
- 26 novembre : Jeanette Dyrkjær, actrice pornographique danoise († 29 juillet 2011).
- 27 novembre : 
  - Fisher Stevens, acteur, producteur, réalisateur et scénariste américain.
  - Natalia Fileva, femme d'affaires russe († 31 mars 2019).
- 28 novembre : Juan Jose Estrada, boxeur mexicain († 21 juin 2015).
- 29 novembre : Joris Van Hauthem, homme politique belge († 25 mars 2015).
- 30 novembre : David Yates, réalisateur anglais.

## Décembre
- 1er décembre : Mariana Percovich, dramaturge et metteuse en scène uruguayenne.
- 4 décembre : 
  - Françoise Cadol, actrice française de doublage
  - Karim Belkhadra, acteur français.
  - Sergueï Bubka, athlète ukrainien.
- 5 décembre : Gary D., producteur et disc jockey de musique électronique allemand († 2 septembre 2016).
- 6 décembre :
  - Stéphane Guillon, acteur et humoriste français.
  - Anett Kölpin, chanteuse allemande.
- 10 décembre : Mohamed Ould Bilal, homme politique mauritanien.
- 12 décembre : Véronique Figarella
- 14 décembre : Vicenç Pagès i Jordà, écrivain, critique littéraire catalan et professeur de langue et d'esthétique à l'Université Ramon Llull († 27 août 2022).
- 17 décembre : 
  - Marcella Lucidi, femme politique italienne, députée, sous-secrétaire d'État.
  - Jón Kalman Stefánsson, écrivain islandais.
- 18 décembre :
  - Djemel Barek, acteur et metteur en scène franco-algérien († 30 juillet 2020).
  - Pierre Nkurunziza, homme politique burundais, président de la République du Burundi de 2005 à 2020 († 8 juin 2020).
  - Brad Pitt, acteur américain.
- 19 décembre : Jennifer Beals, actrice américaine.
- 24 décembre : Amina Benbouchta, artiste marocaine.
- 26 décembre : Lars Ulrich, batteur danois du groupe de heavy metal Metallica.
- 27 décembre : 
  - Victor Manuelle, chanteur de salsa portoricain.
  - Laurent Romejko, animateur de télévision français d'origine polonaise.
- 29 décembre :
  - Ulf Kristersson, personnalité politique suédoise.
  - Graciano Rocchigiani, boxeur allemand († 1er octobre 2018).
- 30 décembre : 
  - Emmanuel Darley, écrivain et dramaturge français († 26 janvier 2016).
  - Mike Pompeo, politicien américain, 70e secrétaire d'État des États-Unis de 2018 à 2021.
- 31 décembre : Katana Gégé Bukuru, femme politique congolaise.

## Date inconnue
- Sadya Bairou, peintre et sculptrice marocaine († 13 avril 2010).
- Marie-Odile Charles, nageuse française.
- Osama Esber, un poète, journaliste, traducteur et écrivain syrien.
- Frédéric Imbert, universitaire français.
- Gong Sun-ok, écrivaine sud-coréenne.
- Franck Krebs, écrivain français et professeur de français († 8 février 2015).
- Rose Mapendo, militante pour les droits de l'homme congolaise.
- Omar Nayef, commerçant, militant politique et ancien résistant palestinien († 26 février 2016).
- Marco Aurelio Yano, compositeur brésilien († 1991).
- Jah Prince, chanteur de reggae franco-ivoirien.
- Sophie Brochu, femme d’affaires canadienne.